# L'Hiver d'un monde
L'Hiver d'un monde est une série de bande dessinée en trois tomes réalisée par Mazan de 1988 à 1995. Série épuisée. On retrouve ces trois volets en chapitres dans l'intégrale L'hiver d'un monde, éditée en 2001. Un chapitre de 5 pages supplémentaires fait la jonction entre Ville basse et Dans l'cochon tout est bon. 
Un bagne construit en plein océan? Une mine à ciel ouvert où sévit un mal mystérieux? Une ville située à côté de la ligne de front, qui ne vit la guerre que par cinéma interposé? Un circuit de course où, d'un tragique accident, naîtra une improbable idylle? Tel est le monde ténébreux et puissamment original de Mazan.
- Scénario, dessins et couleurs : Mazan

## Albums

### Série classique
- 1 Le Grand mal, Delcourt, Conquistador, octobre 1990
Scénario et dessin : Mazan
- 2 Lumière sur le front, Delcourt, Conquistador, octobre 1992
Scénario et dessin : Mazan
- 3 Ville basse, Delcourt, Conquistador, janvier 1995
Scénario et dessin : Mazan

### Intégrale
- 1 L'Hiver d'un monde[1], Delcourt, octobre 2001
Scénario et dessin : Mazan -  (ISBN 2-84055-728-2)

## Publication

### Éditeurs
- Delcourt (Collection Conquistador) : Tomes 1 à 3 (première édition des tomes 1 à 3).